# Ovidiu Șincai
Ovidiu Șincai (n. 14 decembrie 1949 - d. 1999) a fost un deputat român în legislatura 1996-2000, ales în județul Sibiu pe listele partidului PDSR. După deces, Ovidiu Șincai a fost înlocuit de deputatul Ion Igna. În cadrul activității sale parlamentare, Ovidiu Șincai a fost membru în grupurile parlamentare de prietenie cu Statul Israel și Regatul Spaniei. Ovidiu Șincai a fost doctor în filozofie și cadru univeritar în perioada 1972-1990 la Universitatea Babeș-Bolyai din Cluj. 

## Legături externe
- Ovidiu Șincai Arhivat în 21 ianuarie 2022, la Wayback Machine. la cdep.ro